# مهربانو توفیق
مهربانو توفیق (زادهٔ ۱۸ اسفند ۱۳۲۵) موسیقی‌دان و نوازندهٔ سه‌تار اهل ایران است. او نخستین زن ایرانی است که در رشتهٔ موسیقی ایرانی، به عضویت هیئت علمی دانشگاه درآمده است.

## زندگی
مهربانو توفیق ۱۸ اسفند ۱۳۲۵ در تهران متولد شد. او نواختن سه‌تار را نزد نصرت‌الله ابراهیمی و نصرالله زرین‌پنجه در هنرستان موسیقی ملی آغاز کرد. سپس از آموزش‌های نورعلی برومند و همچنین احمد عبادی و سعید هرمزی بهره گرفت. وی در سال ۱۳۴۴ دیپلم خود را از هنرستان عالی موسیقی تهران دریافت کرد. مهربانو توفیق در سال ۱۳۴۵ به استخدام وزارت فرهنگ درآمد و همزمان به تحصیلات موسیقی خود ادامه داد. او در سال ۱۳۴۸ مدرک کارشناسی خود را در رشتهٔ موسیقی از دانشکدهٔ هنرهای زیبای تهران دریافت کرد و از سال ۱۳۵۰ به تدریس دروس علمی موسیقی در هنرستان عالی موسیقی پرداخت.
او در سال ۱۳۵۶ با دریافت بورس از طرف دولت فرانسه برای ادامهٔ تحصیل در رشتهٔ موسیقی به آن کشور عزیمت کرد و ضمن تحصیل، در کلاس‌هایی که از طرف انستیتو موزیکولوژی دانشگاه سوربن برای تدریس موسیقی شرق دایر می‌شد به آموزش ساز سه‌تار پرداخت. مهربانو توفیق در سال ۱۳۵۸ با درجهٔ ممتاز از دانشگاه سوربن در مقطع کارشناسی ارشد فارغ‌التحصیل شد. او پس از بازگشت به ایران به تدریس سه‌تار در هنرستان موسیقی و دانشکدهٔ موسیقی دانشگاه هنر تهران مشغول شد و شاگردان متعددی را در این زمینه آموزش داد. وی در سال ۱۳۷۰ به عضویت هیئت علمی رشتهٔ موسیقی دانشگاه هنر تهران رسید. مهربانو توفیق نخستین زن عضو هیئت علمی رشتهٔ موسیقی ایرانی است.

## فعالیت‌های هنری
از جمله فعالیت‌های هنری مهربانو توفیق به موارد زیر می‌توان اشاره کرد:
نوازندگی سه‌تار در مجموعهٔ ردیف موسیقی ایرانی در سال ۱۳۵۴، عضویت در هیئت داوران جشنواره موسیقی فجر، عضویت در هیئت داوران جشنواره موسیقی «بانوان آوای مهر»، مدیریت گروه نوازندگی ساز ایرانی دانشکده موسیقی دانشگاه هنر

## شاگردان
محمدرضا درویشی، مژگان شجریان، مهرداد دلنوازی، هومن خلعتبری، حمیدرضا دیبازر، نیلوفر محبی و … از جمله شاگردان مهربانو توفیق بوده‌اند.

## افتخارات
- تجلیل در مراسم پایانی نوزدهمین جشنوارهٔ موسیقی فجر به عنوان هنرمند منتخب زن، ۱۳۸۲[۱۸]
- تجلیل در مراسم پایانی جشنواره آوای مهر، ۱۳۸۶[۱۹]
- گواهینامهٔ درجه‌یک هنری در رشتهٔ نوازندگی[۵]